# Edmond Crahay
Edmond Crahay (* 2. September 1883 in Antwerpen; † 29. März 1957 in Kapellen) war ein belgischer Fechter.

## Erfolge
Edmond Crahay gehörte zur belgischen Delegation bei den Olympischen Zwischenspielen 1906 in Athen und gewann beim Mannschaftswettbewerb mit dem Degen die Bronzemedaille. Neben ihm zählten Constant Cloquet, Philippe Le Hardy de Beaulieu und Fernand de Montigny zur belgischen Equipe. In der Einzelkonkurrenz mit dem Florett schied er in der ersten Vorrunde aus, mit dem Degen scheiterte er in der Halbfinalrunde.